# Serrat del Paravent
El Serrat del Paravent és una muntanya de 1.911 metres que es troba entre els municipis de Castellar de n'Hug, a la comarca del Berguedà i de Toses, a la comarca catalana del Ripollès.